# Бяла вода (област Плевен)
 За другото българско село вижте Бяла вода (Област Бургас).  
Бя̀ла вода̀ е село в Северна България. То се намира в община Белене, област Плевен.

## География
Селото се намира на възвишение, на около 220 км от гр. София. Поради наносния характер на почвите добре виреят различни плодове и зеленчуци.
На запад от селото се намира кариера и завод за винервайс.
Основната дейност и препитание е земеделието под формата на частна собственост и кооперации. Средната възраст на населението е висока. Преобладаващата религия е православната.

## История
Културни и природни забележителности
Бяла вода е село със запазени културни традиции. На Коледа излизат кукери с автентични кукерски костюми.
Селото е основано през 15ти век. Има писмени източници за това, пазят се в кметството. 
Селото е основано малко след Априлското въстание. Селата Любеново, Деков и Кулина вода също са основани по това време. Жителите по онова време са преселници от селата влизащи сега в гр. Априлци. По време на въстанието с пушка в ръка са били само трима четници от селата. След разгрома на въстанието в селата влизат турски чети. Те решават да избият всички селяни от района, но преди да ги заколят с ятаган, е трябвало да ги нахранят според техния обичай с ръжена питка. Докато приготвят ръженото брашно, докато стане готов този хляб, в селата идват редовни турски части с английски съветник. Той решава и настоява да бъдат съдени само тези хора, които са били с оръжие в ръка, които са се обявили за въстаници, а останалите селяни е трябвало да бъдат освободени. На другия ден наистина освобождават селяните и задържат само тримата бунтовници, взели пушки в ръце. На третия ден е трябвало редовната турска войска да напусне селото и селяните се уплашили, че след като те си отидат, турските чети ще ги избият. Ето защо вечерта голяма част от селяните натоварват каквото могат на каруци и тръгват на север да търсят ново място за заселване. Така са стигнали до необитаваните места, до блатата на р. Дунав. Селото се е намирало на два, три километра малко по на запад. Досами селото са били блата, които след 1956 г. са превърнати в плодородна равнина.

## Редовни събития
На 26 октомври се провежда съборът на селото.

## Личности

### Родени
- Николай Кънчев, поет
- Стефан Ангелов, борец, носител на два бронзови олимпийски медала от 1972 и 1976 г.